# ناحیه ورنن، شهرستان جنینگز، ایندیانا
ناحیه ورنن، شهرستان جنینگز، ایندیانا (به انگلیسی: Vernon Township, Jennings County, Indiana) یک سکونتگاه مسکونی در ایالات متحده آمریکا است که در شهرستان جنینگز، ایندیانا واقع شده‌است.

## خصوصیات
ناحیه ورنن ۲٬۸۰۹ نفر جمعیت دارد و ۲۲۸ متر بالاتر از سطح دریا واقع شده‌است.